# André Castro
André Castro Pereira (Gondomar, 2 april 1988) is een Portugees voormalig voetballer die doorgaans speelde als middenvelder. Tussen 2008 en 2025 was hij actief voor FC Porto, Olhanense, Sporting Gijón, Kasımpaşa, Göztepe, SC Braga, Moreirense en FC Porto B.

## Clubcarrière
Castro kwam via de jeugd van Gondomar SC in 1999 terecht in de opleiding van FC Porto. Voor die club maakte hij op 2 februari 2008 zijn professionele debuut, toen door doelpunten van José Bosingwa, Lisandro López en twee van Ernesto Farías met 4–0 gewonnen werd van União Leiria. De middenvelder mocht van coach Jesualdo Ferreira elf minuten voor het einde van de wedstrijd als invaller voor Paulo Assunção het veld betreden. In dat seizoen kwam hij nog eenmaal in actie in de Primeira Liga, die ook door Porto gewonnen werd.
Castro werd in de zomer van 2008 op huurbasis bij Olhanense gestald in de Segunda Liga. In zijn eerste seizoen wist de Portugees met die club direct het kampioenschap op het tweede niveau te behalen en het seizoen erop scoorde hij zesmaal op het hoogste niveau. In de zomer van 2010 keerde de middenvelder terug bij Porto, maar onder coach André Villas-Boas kwam hij weinig in actie. In de winterstop werd hij opnieuw verhuurd, nu aan het Spaanse Sporting Gijón. Dat seizoen streed Gijón tegen degradatie uit de Primera División. Aan het einde van de jaargang handhaafde de club zich en hierop werd de huurperiode met een jaar verlengd. Dit seizoen lukte het Castro en Gijón niet om degradatie te ontlopen.
Na zijn terugkeer in Porto speelde de middenvelder in het seizoen 2012/13 mee in zeventien competitiewedstrijden, allemaal als invaller. In de zomer van 2013 huurde Kasımpaşa hem voor de duur van één seizoen. Aan het einde van de huurperiode, waarin hij tot drieëndertig competitieduels kwam, werd de overgang definitief. Castro zette zijn handtekening onder een verbintenis voor de duur van drie seizoenen bij Kasımpaşa. Na deze drie seizoenen stapte de Portugees transfervrij over naar Göztepe.
Na drie seizoenen bij die club trok Castro terug naar zijn thuisland, waar hij een contract voor drie seizoenen tekende bij SC Braga. Zijn aflopende verbintenis werd in juni 2023 opengebroken en met een jaar verlengd. In de eerste helft van het daaropvolgende seizoen speelde hij drie keer als invaller een competitiewedstrijd, waarop Moreirense hem overnam in januari 2024. In augustus van datzelfde jaar keerde hij terug bij FC Porto om bij het belofteteam te gaan spelen. Een jaar later besloot hij op zevenendertigjarige leeftijd een punt achter zijn actieve loopbaan te zetten.

## Clubstatistieken
| Seizoen | Club             | Competitie       | Competitie | Competitie | Beker | Beker | Internationaal | Internationaal | Totaal | Totaal |
| Seizoen | Club             | Competitie       | Wed.       | Dlp.       | Wed.  | Dlp.  | Wed.           | Dlp.           | Wed.   | Dlp.   |
| ------- | ---------------- | ---------------- | ---------- | ---------- | ----- | ----- | -------------- | -------------- | ------ | ------ |
| 2007/08 | FC Porto         | Primeira Liga    | 2          | 0          | 0     | 0     | 0              | 0              | 2      | 0      |
| 2008/09 | → Olhanense      | Segunda Liga     | 28         | 2          | 5     | 0     | —              | —              | 33     | 2      |
| 2009/10 | → Olhanense      | Primeira Liga    | 28         | 6          | 1     | 0     | —              | —              | 29     | 6      |
| 2010/11 | FC Porto         | Primeira Liga    | 1          | 0          | 2     | 0     | 2              | 0              | 5      | 0      |
| 2010/11 | → Sporting Gijón | Primera División | 15         | 2          | 0     | 0     | —              | —              | 15     | 2      |
| 2011/12 | → Sporting Gijón | Primera División | 29         | 2          | 0     | 0     | —              | —              | 29     | 2      |
| 2012/13 | FC Porto         | Primeira Liga    | 17         | 1          | 2     | 0     | 2              | 0              | 21     | 1      |
| 2013/14 | Kasımpaşa        | Süper Lig        | 33         | 3          | 1     | 0     | —              | —              | 34     | 3      |
| 2014/15 | Kasımpaşa        | Süper Lig        | 32         | 5          | 0     | 0     | —              | —              | 32     | 5      |
| 2015/16 | Kasımpaşa        | Süper Lig        | 33         | 4          | 0     | 0     | —              | —              | 33     | 4      |
| 2016/17 | Kasımpaşa        | Süper Lig        | 33         | 6          | 6     | 1     | —              | —              | 39     | 7      |
| 2017/18 | Göztepe          | Süper Lig        | 33         | 4          | 0     | 0     | —              | —              | 33     | 4      |
| 2018/19 | Göztepe          | Süper Lig        | 31         | 1          | 3     | 0     | —              | —              | 34     | 1      |
| 2019/20 | Göztepe          | Süper Lig        | 32         | 3          | 2     | 1     | —              | —              | 34     | 4      |
| 2020/21 | SC Braga         | Primeira Liga    | 21         | 2          | 7     | 0     | 5              | 0              | 33     | 2      |
| 2021/22 | SC Braga         | Primeira Liga    | 21         | 0          | 2     | 0     | 10             | 0              | 33     | 0      |
| 2022/23 | SC Braga         | Primeira Liga    | 24         | 1          | 8     | 0     | 7              | 1              | 39     | 2      |
| 2023/24 | SC Braga         | Primeira Liga    | 3          | 0          | 2     | 0     | 2              | 1              | 7      | 1      |
| 2023/24 | Moreirense       | Primeira Liga    | 14         | 1          | 0     | 0     | —              | —              | 14     | 1      |
| 2024/25 | Moreirense       | Primeira Liga    | 1          | 0          | 0     | 0     | —              | —              | 1      | 0      |
| 2024/25 | FC Porto B       | Segunda Liga     | 22         | 1          | —     | —     | —              | —              | 22     | 1      |
| Totaal  | Totaal           | Totaal           | 453        | 45         | 39    | 2     | 28             | 2              | 520    | 49     |

## Interlandcarrière
Castro speelde in totaal zevenenvijftig interlands voor diverse Portugese jeugdelftallen. Hij werd eenmaal opgeroepen voor het Portugees voetbalelftal. Op 5 augustus 2011 zat hij gedurende de vriendschappelijke wedstrijd tegen Luxemburg negentig minuten op de bank.

## Erelijst
| Competitie       |          |                  |          |          |
| Competitie       | Aantal   | Jaren            |          |          |
| FC Porto         | FC Porto | FC Porto         | FC Porto | FC Porto |
| ---------------- | -------- | ---------------- | -------- | -------- |
| Primeira Liga    | 2        | 2007/08, 2012/13 |          |          |
| Taça de Portugal | 1        | 2010/11          |          |          |
| Olhanense        |          |                  |          |          |
| Segunda Liga     | 1        | 2008/09          |          |          |
| SC Braga         |          |                  |          |          |
| Taça de Portugal | 1        | 2020/21          |          |          |